# William Hunt (friidrottare)
William Hunt, född 23 februari 1898, död 27 augusti 1977, var en australisk friidrottare. Han deltog vid olympiska sommarspelen 1920.